# Obojan
Obojan (russisk: Обоя́нь; tr. Oboján) er en by i den sydvestlige del af den europæiske del af Rusland. Den har et indbyggertal på 11.671 (2024) indbyggere.
Obojan ligger ved floden Psel, en biflod til floden Dnepr, ca. 60 kilometer syd for byen Kursk. Den blev grundlagt i 1650 . Den er hovedby i Obojan rajon i Kursk oblast.